# Wacław Kornblum
Wacław Kornblum właśc. Izaak Kornblum (ur. 5 marca 1926 w Paryżu) – polski autor książki wspomnieniowej pochodzenia żydowskiego, więzień getta warszawskiego w trakcie okupacji niemieckiej.

## Życiorys
Urodził się w Paryżu, we Francji jako syn pisarza żydowskiego Salomona (Szlomo) Kornbluma i Menuchy z domu Zamość, która zmarła gdy Izaak miał 3,5 roku. Jego ojciec pochodził z Powązek, zaś matka z Mszczonowa.
Pod koniec lat 20. rodzina Kornblumów powróciła do Polski i zamieszkała w Warszawie. W 1930 ojciec Izaaka poślubił Lonię Mileband i z tego związku pochodziły urodzony w 1932, przyrodni brat Wacława – Ber (posługujący się potem imieniem Władysław). Dom rodzinny Izaaka Kornbluma był dwujęzyczny; mówiono w nim po polsku i w języku jidysz. Rodzice Izaaka należeli do Bundu, zaś głównym źródłem utrzymania rodziny była prowadzona przez ojca pracownia i sklep wyrobów galanterii skórzanej przy ul. Pańskiej 17. Ojciec Izaaka pisał również książki i artykuły w jidysz. Izaak w okresie międzywojennym uczęszczał do bundowskiego przedszkola i do szkoły podstawowej przy ul. Krochmalnej 36, a następnie kształcił się w żydowskim Gimnazjum „La-Or”.
W trakcie okupacji niemieckiej Izaak Kornblum wraz z rodziną znalazł się w getcie warszawskim. Od połowy 1941 zatrudniony był w szopie krawieckim Oszmana. W trakcie pobytu w getcie uniknął między innymi deportacji z Umschlagplatzu do obozu zagłady (został wykupiony przez swojego wuja piekarza Lwa Gefena) oraz przeżył selekcję w szopie w którym pracował. W grudniu 1942 ojcu Izaaka udało się wyprowadzić z getta i znaleźć schronienie po aryjskiej stronie dla jego przyrodniego brata Bera, zaś w marcu 1943 dla samego Izaaka, który z getta wyprowadził również swoją ówczesną sympatię Tusię Gersztenzang. Resztę okupacji Izaak spędził ukrywając się po aryjskiej stronie i posługując się od tej pory imieniem Wacław. Ukrywał się między innymi na warszawskiej Pradze oraz na Białostocczyźnie.
Po II wojnie światowej zachorował na gruźlicę i przez kolejne trzy lata czas leczył się w sanatorium w Otwocku, gdzie poznał swoją przyszłą żonę – Janinę Kornblum. Należał do Związku Młodzieży Polskiej oraz Polskiej Zjednoczonej Partii Robotniczej. Pracował w Centrali Handlowej Przemysłu Lekkiego. W 1957 wyjechał wraz z żoną do Izraela, gdzie pracował w Ministerstwie Pracy w Tel Awiwie i w Jerozolimie, później w Instytucie Nadzoru Pomocy Szkolnych jako dyrektor finansowy oraz w izraelskim Ministerstwie Skarbu.
Do Polski Kornblumowie powrócili w 1989 w związku z podjęciem przez Wacława pracy w firmie, która zajmowała się budowaniem dużych obiektów przemysłowych w sektorze spożywczym. Od 2019 jest członkiem Rady Muzeum Getta Warszawskiego (kadencja 2019–2023). W 2019 ukazała się również jego książka wspomnieniowa pt. „Wacław Kornblum. Wspomnienia. Moja wersja” wydana nakładem Muzeum Getta Warszawskiego.